# Pużycki Młyn
Pużycki Młyn – kolonia wsi Pużyce w Polsce, położona w województwie pomorskim, w powiecie wejherowskim, w gminie Łęczyce, w kompleksie Lasów Lęborskich.
Przed II wojną nazwa brzmiała „Pusitzer M.” po wojnie wprowadzono nazwę „Pużycki Młyn”.
W latach 1975–1998 kolonia administracyjnie należała do województwa gdańskiego.